# 초콜릿 천국
《초콜릿 천국》(Willy Wonka & The Chocolate Factory)은 1971년 미국의 판타지 뮤지컬 애니메이션 영화로, 로알드 달의 아동 소설 《찰리와 초콜릿 공장》의 영화화 작품이다. 로알드 달이 직접 각본을 썼고, 멜 스튜어트 감독이 연출했다. 진 와일더가 윌리 웡카 역을 연기했다.

## 줄거리
가난한 소년 찰리 버켓은 어느 날 윌리 웡카의 초콜릿 공장 앞을 지나가다 아무도 드나들지 않는다는 이야기를 듣게 된다. 웡카는 과거 경쟁자들의 스파이 활동으로 공장을 폐쇄했었지만, 3년 후 다시 문을 열었고 여전히 외부인에게는 비밀이었다. 그러던 어느 날, 웡카는 자신의 초콜릿 바에 숨겨진 다섯 개의 황금 티켓을 찾는 사람들에게 공장 견학 기회와 평생 먹을 초콜릿을 제공하겠다고 발표한다.
탐욕스러운 아우구스투스 글룹, 버릇없는 베루카 솔트, 껌을 좋아하는 바이올렛 뷰리가드, TV 중독자 마이크 티비가 차례로 티켓을 찾는다. 찰리는 티켓을 찾지 못하고 실망하지만, 공장 견학 전날 우연히 돈을 주워 산 초콜릿 바에서 다섯 번째 티켓을 발견하게 된다. 찰리는 다른 티켓 당첨자들에게 말을 걸던 수상한 남자로부터 웡카의 새 발명품인 영원한 고블스토퍼를 넘기면 큰돈을 주겠다는 제안을 받는다. 찰리는 할아버지 조와 함께 공장 견학에 참여한다.
웡카는 아이들을 공장으로 안내하고 계약서에 서명하게 한다. 공장 내부에서 찰리 일행은 웡카의 직원인 움파룸파를 만나고, 신기한 초콜릿 방을 포함한 여러 방을 구경한다. 아이들은 '발명품 방'에서 영원한 고블스토퍼를 받지만, 욕심을 부리거나 규칙을 어긴 아이들은 차례로 공장 견학에서 탈락한다. 아우구스투스는 초콜릿 강에 빠져 파이프로 빨려 들어가고, 바이올렛은 실험적인 껌을 씹다 거대한 블루베리로 변하고, 베루카는 계란 방에서 쓰레기 슈트로 떨어지고, 마이크는 웡카비전 순간이동 장치를 잘못 사용하다 초콜릿 바 크기로 줄어든다. 찰리와 할아버지 조도 '피즈 리프팅 드링크'를 마시고 공중으로 떠올랐다 위험에 처하지만, 재채기를 하여 안전하게 내려온다.
견학이 끝나갈 무렵, 웡카는 찰리와 할아버지 조가 '피즈 리프팅 드링크'를 마셔 계약을 위반했다는 이유로 초콜릿 상품을 주지 않으려 한다. 화가 난 할아버지 조는 스파이에게 고블스토퍼를 주려고 하지만, 찰리는 고블스토퍼를 돌려준다. 웡카는 사실 스파이가 자신의 직원이며, 고블스토퍼를 사려는 제안은 아이들의 성격을 시험하기 위한 것이었다고 밝힌다. 그는 찰리를 공장 후계자로 선택하고 찰리와 그의 가족을 공장에서 함께 살도록 초대하며 영화는 끝을 맺는다.

## 출연
- 진 와일더 - 윌리 웡카
- 잭 앨버트슨 - 조 할아버지
- 피터 오스트럼 - 찰리 버켓
- 로이 키니어 - 솔트씨
- 줄리 돈 콜 - 버루카 솔트
- 레너드 스톤 - 보러가드씨
- 데니즈 니커슨 - 바이올렛 보러가드
- 노라 데니 - 티비 부인
- 패리스 데멘 - 마이크 티비
- 우르줄라 라이트 - 글룹 부인
- 미하엘 볼너 - 오거스터스 글룹
- 다이애나 솔 - 버켓 부인
- 오브리 우즈 - 빌
- 데이비드 배틀리 - 터컨틴씨
- 귄터 마이스너 - 아서 슬러그워스

## 기타
- 조감독: 울프강 글래츠
- 조감독: 잭 로
- 의상: 헬렌 콜빅
- 프로덕션매니저: 피아 아놀드
- 프로덕션매니저: 리네이트 뉴클